# تراکت

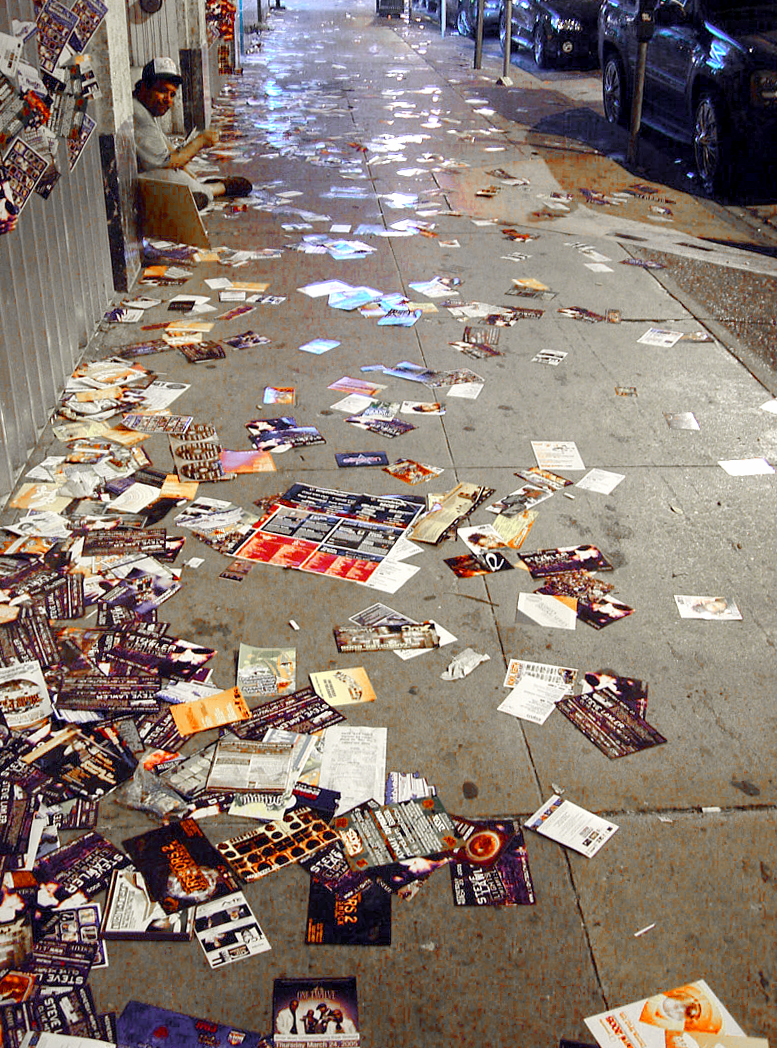
صدها تِراکتْ در خیابانی در شهر میامی

تراکت (فرانسوی: Tract‎) یا فلایر (انگلیسی: Flyer) نوعی تبلیغات کاغذی است که به‌قصدِ توزیع گسترده چاپ و در فضاهای عمومی بین مردم پخش می‌شود.
تراکت‌ها گاهی روی در و دیوارها چسبانده می‌شوند و گاهی هم مستقیماً به درِ خانه‌های مردم پست می‌شوند.
تراکت برگه‌ای چاپ شده و تانشده است که برای خبر دادن به مردم برای اتفاق افتادن یک رویداد خاص یا سمینار یا معرفی محصول خاص استفاده می‌شود. تراکت تبلیغاتی بیان‌کننده خبری ساده یا پیامیست که به راحتی می‌توان آن را منتقل کرد.
تراکت‌های تبلیغاتی سایز ثابتی ندارند و می‌توان در هر سایزی طراحی تراکت تبلیغاتی را انجام داد. معمولاً تراکت‌های تبلیغاتی یک‌رو طراحی و چاپ می‌شود ولی قابلیت این را دارد که دورو طراحی و چاپ شود. چاپ تراکت تبلیغاتی معمولاً بر روی کاغذی در سایز ۱۴٫۵ در ۲۱ انجام می‌شود و هزینه چاپ در این سایز بسیار پایین است.

## انواع تراکت از نظر کاغذ و نوع چاپ
کاغذی که برای چاپ تراکت استفاده میشود معمولاً از نوع های کاغذ گلاسه ، تحریر ، کرافت ، الوان می باشد و نیز چاپ روی تراکت میتواند تمام رنگی یا تنها از یک رنگ جهت چاپ استفاده شده باشد. از چاپ افست برای چاپ تمام رنگی تراکت‌ها از چاپ افست ( بانی چاپ ) و از چاپ ریسو جهت چاپ تک رنگ بهره برده میشود.

## کاربرد تراکت:
بیشترین کاربرد تراکت ها در زمینه آگاه سازی و تبلیغاتی است. اما به طور کلی این برگه ها برای معرفی یک موضوع به مخاطبین فعالیت داده میشود. حال ممکن است این موضوع تبلیغاتی و برای معرفی یک شرکت باشد، و یا استفاده دیگری برای معرفی یک فروشگاه ، و یا آگاه سازی افراد از یک رویداد. در ادامه برخی از مهمترین استفاده ها از این برگه آورده شده است :
- معرفی و تبلیغ یک رویداد مانند یک کنسرت موسیقی، حضور در کلوپ شبانه، جشنواره یا تجمع سیاسی
- معرفی و تبلیغ یک کسب و کار، جهت معرفی یک فروشگاه، معرفی یک تجارت خدماتی مانند رستوران یا سالن ماساژ
- معرفی و نمایش یک پیام اجتماعی، مذهبی یا سیاسی متقاعد کننده به مخاطبین آن ، مانند تبشیر یا فعالیت های مبارزاتی سیاسی از طرف یک حزب سیاسی یا نامزد در طول انتخابات، که از این برگه ها برای مبارزات سیاسی در آن استفاده می شود.
- آگاه سازی زمان عضوگیری و استخدام افراد برای سازمان ها یا شرکت ها